# Parco Naturale Paneveggio – Pale di San Martino
Der 19.100 ha große Parco Naturale Paneveggio – Pale di San Martino im Osten der Provinz Trient, Italien umfasst im Norden die 2700 ha Fichtenwald von Paneveggio, im Südosten ein Teil des Dolomitenmassivs Pale di San Martino und im Westen ein Teil der Porphyr-Kette des Lagorai.
Der Naturpark wurde 1967 gegründet und ist heute in vier Zonen von verschiedenem Schutzgrad unterteilt (Totalreservate, geführte Reservate, Kontrollierte Reservate und Sonderreservate). Der Sitz des Naturparks liegt in der Villa Welsperg in Tonadico mit Lithothek (Mineraliensammlung), Xylothek (Holz- und Baumsammlung) und einem Herbarium für Sträucher (Fruticoteca). Weitere Besucherzentren gibt es in San Martino di Castrozza, in Paneveggio beim Forte-Buso-See und in Caoria im Vanoi-Tal (Gemeinde Canal San Bovo).
Der auf 1500 bis 2000 m liegende Fichtenwald von Paneveggio ist nicht nur ökologisch bedeutsam, sondern auch bei Geigenbauern für seine zum Geigenbau besonders gut geeigneten Haselfichtenfasern bekannt und wird deshalb auch Geigenwald (Foresta dei violini) genannt.

## Sehenswertes
- Venegia-Tal
- Canali-Tal
- Colbriccon-Seen
- Calaita-See
- Alm Miesnotta
- Fradusta- und Travignolo-Gletscher in den Pale di San Martino
- die ehemalige k.u.k.-Militäranlage Sperre Paneveggio (nur von außen zu besichtigen)

## Verkehr
Der Park ist durch die Strada Statale 50 del Grappa e del Passo Rolle erschlossen. Auf beiden Seiten des Passo Rolle wurden schon früh Hospize errichtet, z. B. das Hospiz Paneveggio (später Hotel Paneveggio, heute Albergo La Bicocca) und das Hospiz San Martino di Castrozza.